# Garten-Wolfsmilch
Die Garten-Wolfsmilch (Euphorbia peplus) ist eine Pflanzenart aus der Gattung Wolfsmilch (Euphorbia) innerhalb der Familie der Wolfsmilchgewächse (Euphorbiaceae).
(Sie ist nicht zu verwechseln mit der „Brachwurz“ Euphorbia peplis.)

## Beschreibung

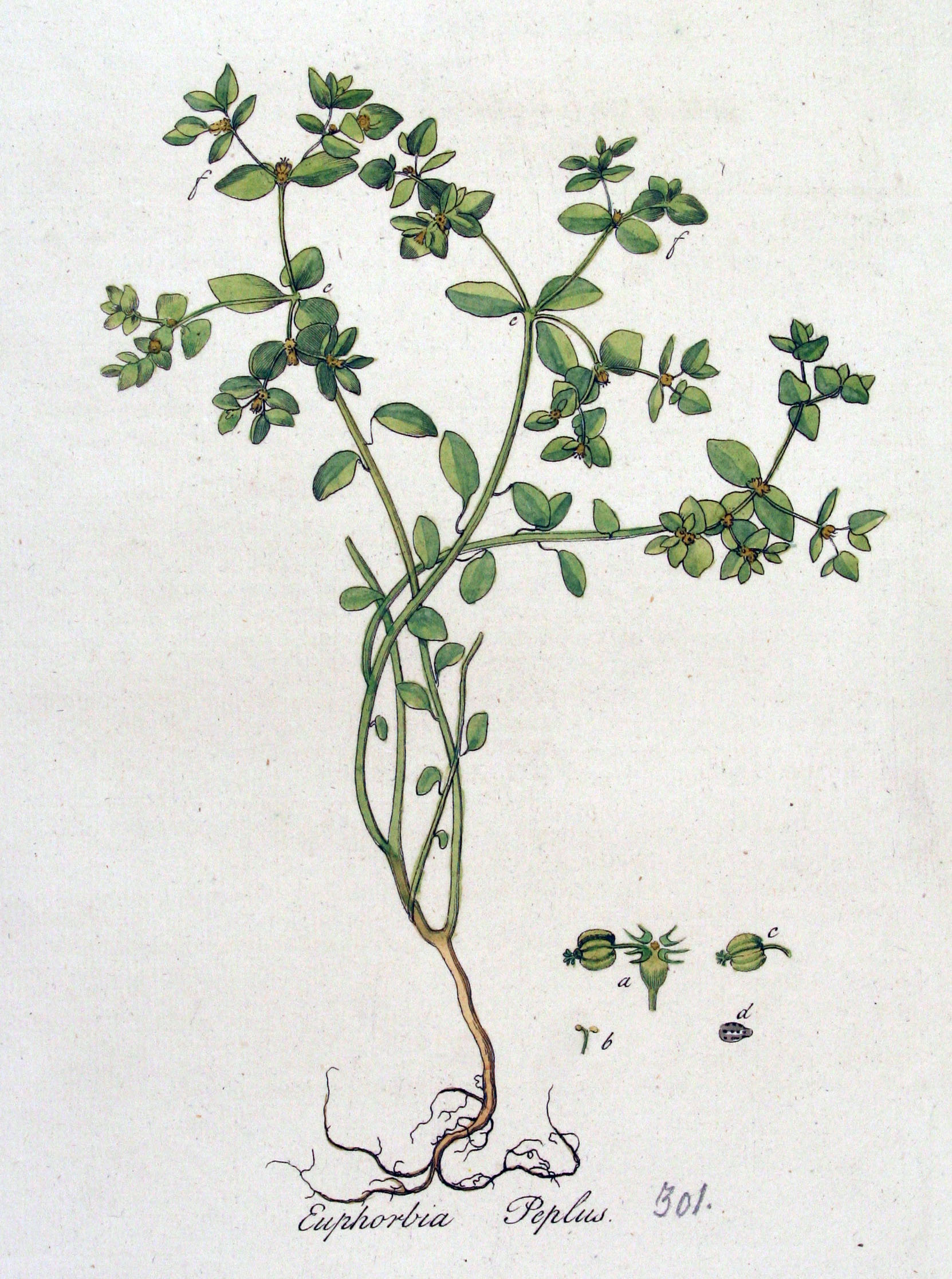
Illustration aus Flora Batava, Band 4

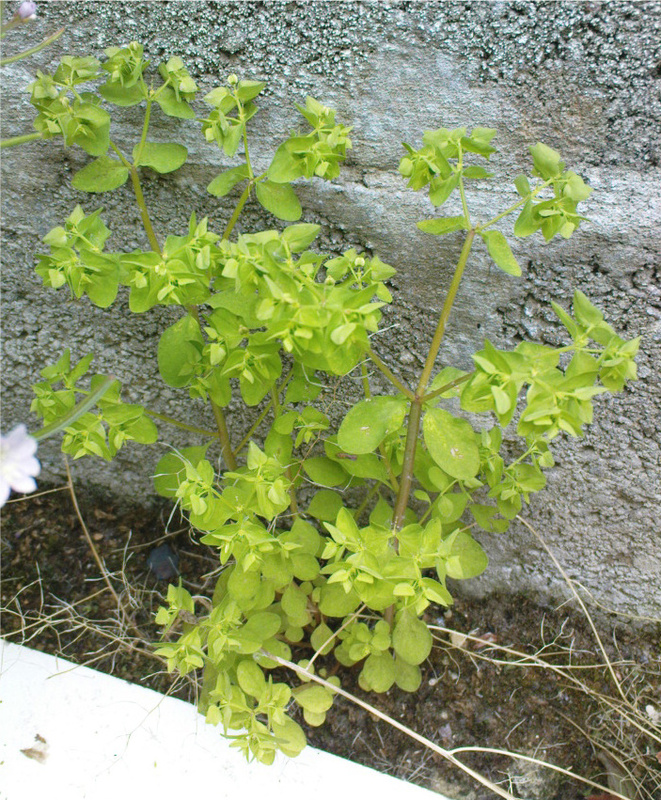
Habitus

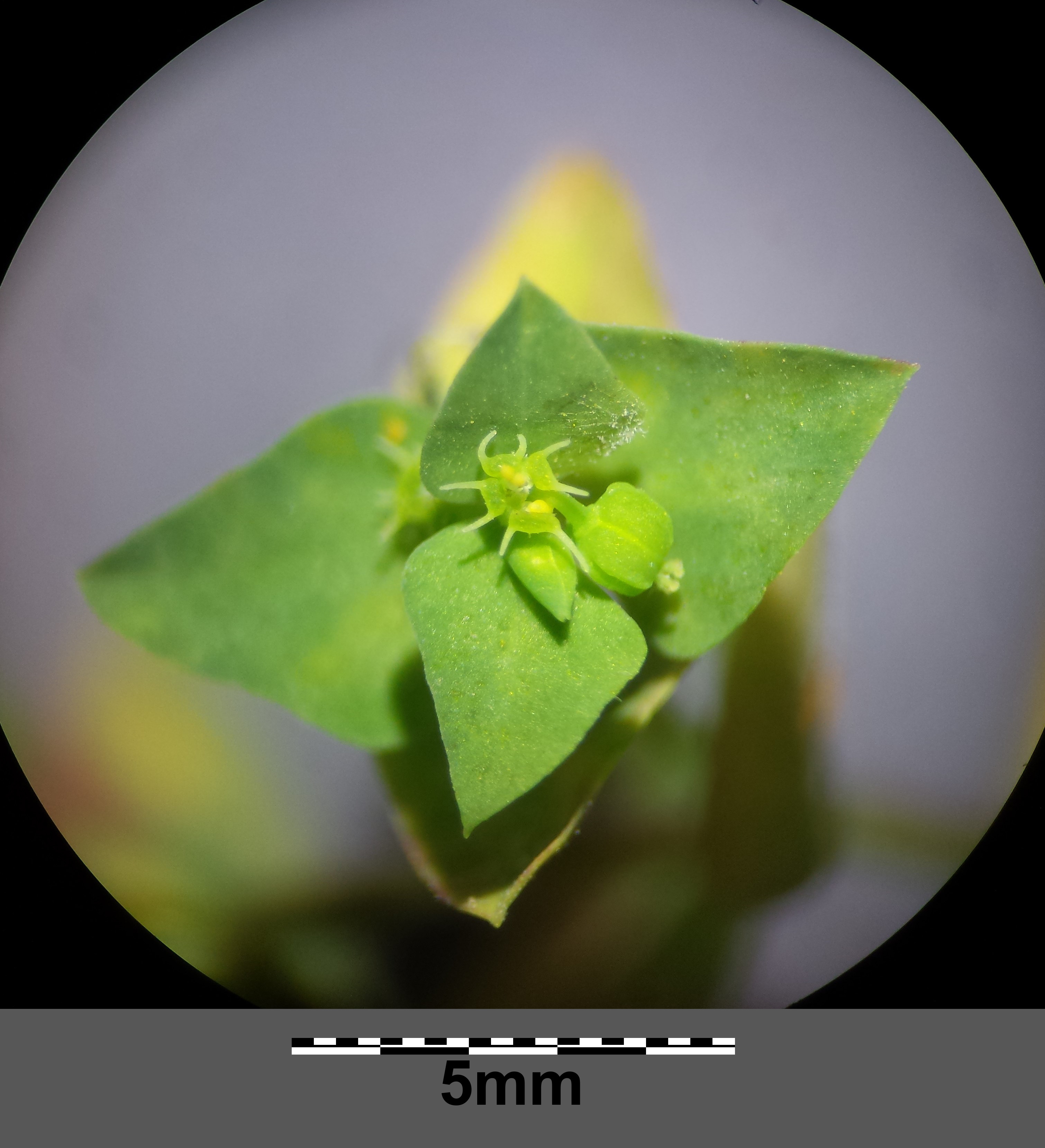
Von Hüllchenblättern umgebener Fruchtstand: die Nektardrüsen laufen in haarfeine Hörner aus.

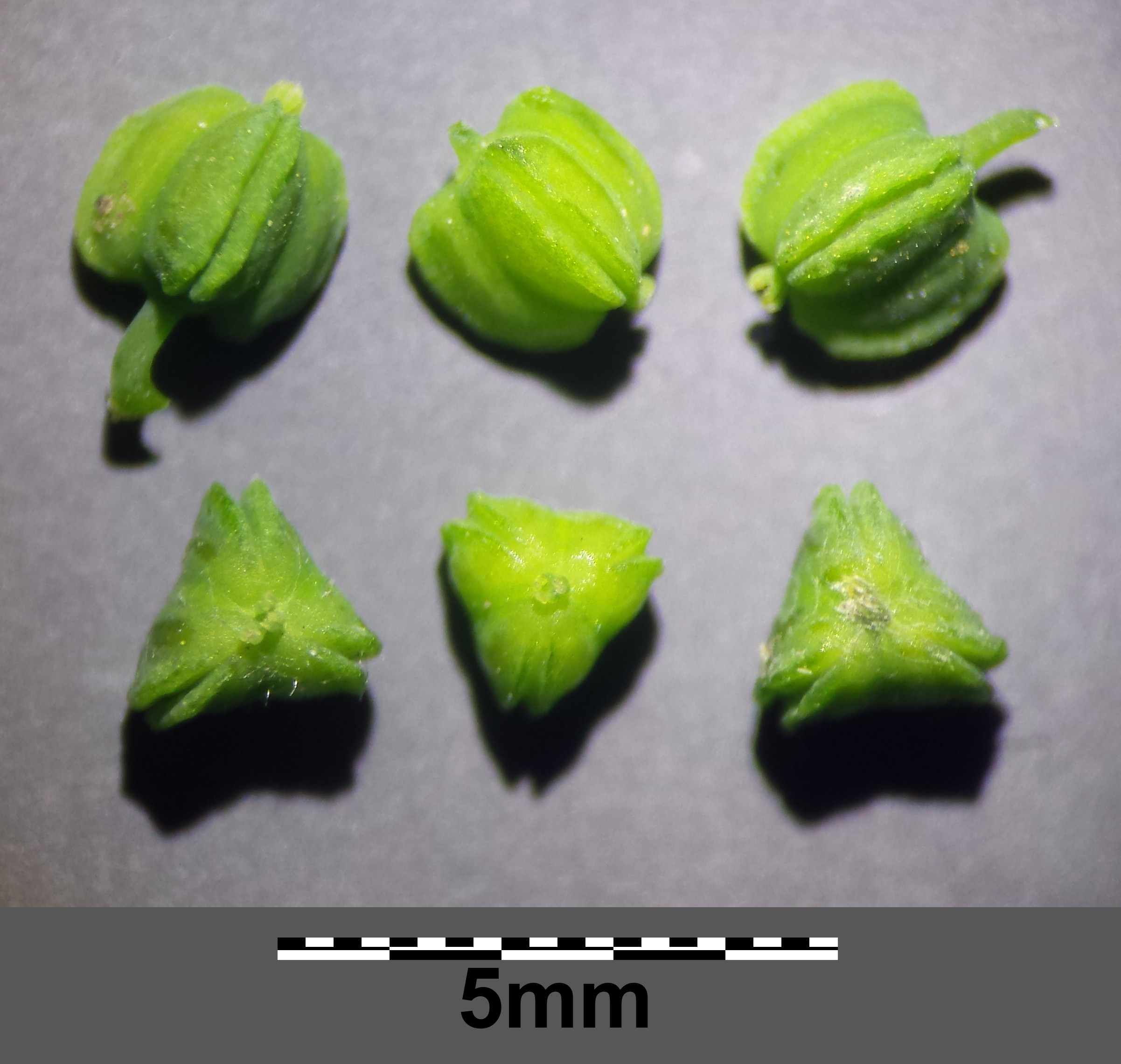
Früchte mit jeweils sechs flügelförmigen Längsleisten.

### Vegetative Merkmale
Die Garten-Wolfsmilch ist eine einjährige krautige Pflanze, die Wuchshöhen von 5 bis 35 Zentimetern erreicht. Der aufrechte, oft vom Grund an verzweigte oder einfache Stängel ist rundlich, kahl und grün, aber manchmal rot überlaufen.
Die Laubblätter sind in einen deutlichen Blattstiel und Blattspreite gegliedert. Die einfache Blattspreite ist rundlich bis verkehrt-eiförmig mit stumpfem oberem Ende und ganzrandig. Die untersten Blätter sind sehr klein, die mittleren und oberen sind 5 bis 15 Millimeter lang und fast ebenso breit. Sie sind kahl.

### Generative Merkmale
Die Blütezeit reicht von Juni bis November. Bei den Hüllblättern des Gesamtblütenstands sind die Spreiten verkehrt-eiförmig und in einen kurzen Blattstiel zusammengezogen. Die hell-grünen Hüllblätter der Cyathien sind sehr kurz gestielt und sind aus keiligen Grund schief-eiförmig bis eiförmig, stumpf oder durch den auslaufenden Mittelnerv sehr kurz bespitzt. Die Cyathien stehen meist in dreistrahligen Scheindolden mit jeweils zweigeteilten Strahlen. Die 1,5 Millimeter langen Cyathien sind mit auffallend langhörnigen weißen Nektardrüsen besetzt.
Die Kapselfrüchte besitzen schmal doppelt geflügelte Kiele. Die Samen haben mehr oder weniger rundliche Gruben. 
Die Chromosomengrundzahl beträgt x = 8; es liegt Diploidie mit einer Chromosomenzahl von 2n = 16 vor.

## Inhaltsstoffe
In der Garten-Wolfsmilch kommt Ingenolmebutat vor, das als Arzneistoff gegen z. B. die aktinische Keratose untersucht wird.

## Vorkommen
Euphorbia peplus ist ursprünglich in Eurasien und Nordafrika verbreitet. Sie kommt fast weltweit als Neophyt vor. Es gibt Fundortangaben für die Kanarischen Inseln sowie Madeira, Irland, das Vereinigte Königreich, Belgien, die Niederlande, Dänemark, Norwegen, Schweden, Finnland, Estland, Litauen, Lettland, den europäischen Teil Russlands, Belarus, die Ukraine, Polen, Deutschland, die Schweiz, Österreich, die ehemalige Tschechoslowakei, das ehemalige Jugoslawien, Albanien, Bulgarien, Rumänien, Griechenland, Kreta, ägäische Inseln, Zypern, Portugal, Spanien, die Balearen, Frankreich, Korsika, Sardinien, Sizilien, Italien, Algerien, Tunesien, Marokko, Libyen, Ägypten, die Sinai-Halbinsel, Äthiopien, Kuwait, Oman, Qatar, Saudi-Arabien, Jemen, Iran, den Irak, Israel, Jordanien, Libanon, Syrien, die Türkei, Aserbaidschan, Georgien, das westliche Pakistan, Kaschmir, die indischen Bundesstaaten Jammu sowie Meghalaya, Taiwan (nur Taipeh, Taichung), Hongkong und den chinesischen Provinzen Fujian (nur Fuzhou, Xiamen), Guangxi (nur Nanning) sowie Yunnan (nur Kunming).
Die Garten-Wolfsmilch wächst in Gärten, auf Äckern und an Ruderalstellen. Sie gedeiht am besten auf frischen bis mäßig trockenen, nährstoffreichen Lehmböden. Sie wächst in Mitteleuropa als Charakterart des Verbands Fumario-Euphorbion, kommt aber auch in Gesellschaften der Verbände Caucalidion, Sisymbrion oder Alliarion vor. Sie steigt in der Schweiz in Graubünden bis in eine Höhenlage von 1300 Metern auf, wurde aber ruderal bei Arosa sogar in einer Höhenlage von 1730 Metern beobachtet.
Die ökologischen Zeigerwerte nach Landolt et al. 2010 sind in der Schweiz: Feuchtezahl F = 3 (mäßig feucht), Lichtzahl L = 3 (halbschattig), Reaktionszahl R = 4 (neutral bis basisch), Temperaturzahl T = 4 (kollin), Nährstoffzahl N = 4 (nährstoffreich), Kontinentalitätszahl K = 3 (subozeanisch bis subkontinental).

## Systematik
Die Erstveröffentlichung von Euphorbia peplus erfolgte 1753 durch Carl von Linné in Species Plantarum, Band 1, S. 456. Synonyme für Euphorbia peplus L. sind: Euphorbion peplum (L.) St.-Lag., Esula peplus (L.) Haw., Galarhoeus peplus (L.) Prokh., Keraselma peplus (L.) Raf., Tithymalus peplus (L.) Hill.
Bei einigen Autoren gibt es von Euphorbia peplus etwa zwei Varietäten:
- Euphorbia peplus var. minima DC. (Syn.: Esula peploides (Gouan) Fourr., Tithymalus peploides (Gouan) Klotzsch & Garcke, Tithymalus peplus subsp. peploides (Gouan) Soják, Tithymalus peplus subsp. maritimus (Boiss.) Soják Euphorbia peploides Gouan, Euphorbia pusilla Lag., Euphorbia peplus var. maritima Boiss., Euphorbia peplus var. minor Willd., Euphorbia peplus var. peploides (Gouan) Vis.): Sie kommt im Mittelmeerraum von Marokko über Spanien, Frankreich, Italien, Griechenland bis zur Türkei vor.[3][13] Sie unterscheidet sich durch ihren vom Grund an stark verzweigten, sehr gestauchten Stängel mit meist ganz niederliegenden Ästen und ganz kleinen meist blutroten kreisförmigen Blättern.[7]
- Euphorbia peplus L. var. peplus (Syn.: Esula minima Haw., Esula rotundifolia (Lam.) Gray, Keraselma oleracea (Pers.) Raf., Keraselma oleraceum (Pers.) Raf., Keraselma reniforme Raf., Keraselma reniformis Raf., Tithymalus rotundifolius Lam., Euphorbia calabrica Huter, Porta & Rigo, Euphorbia chamaepeploides Lotsy, Euphorbia minima (Haw.) Mart., Euphorbia oleracea Pers., Euphorbia pusillima Post, Euphorbia rotundifolia (Lam.) Loisel.): Sie ist in den gemäßigten Gebieten Eurasiens und in Nordafrika bis zur Arabischen Halbinsel weitverbreitet.[3][13]